# Чорноморський суднобудівний завод
Чорномо́рський суднобудівни́й заво́д (ЧСЗ) — українське корабле- та суднобудівне підприємство у місті Миколаєві (Україна), яке існувало до 25 червня 2021 року.

## Історія

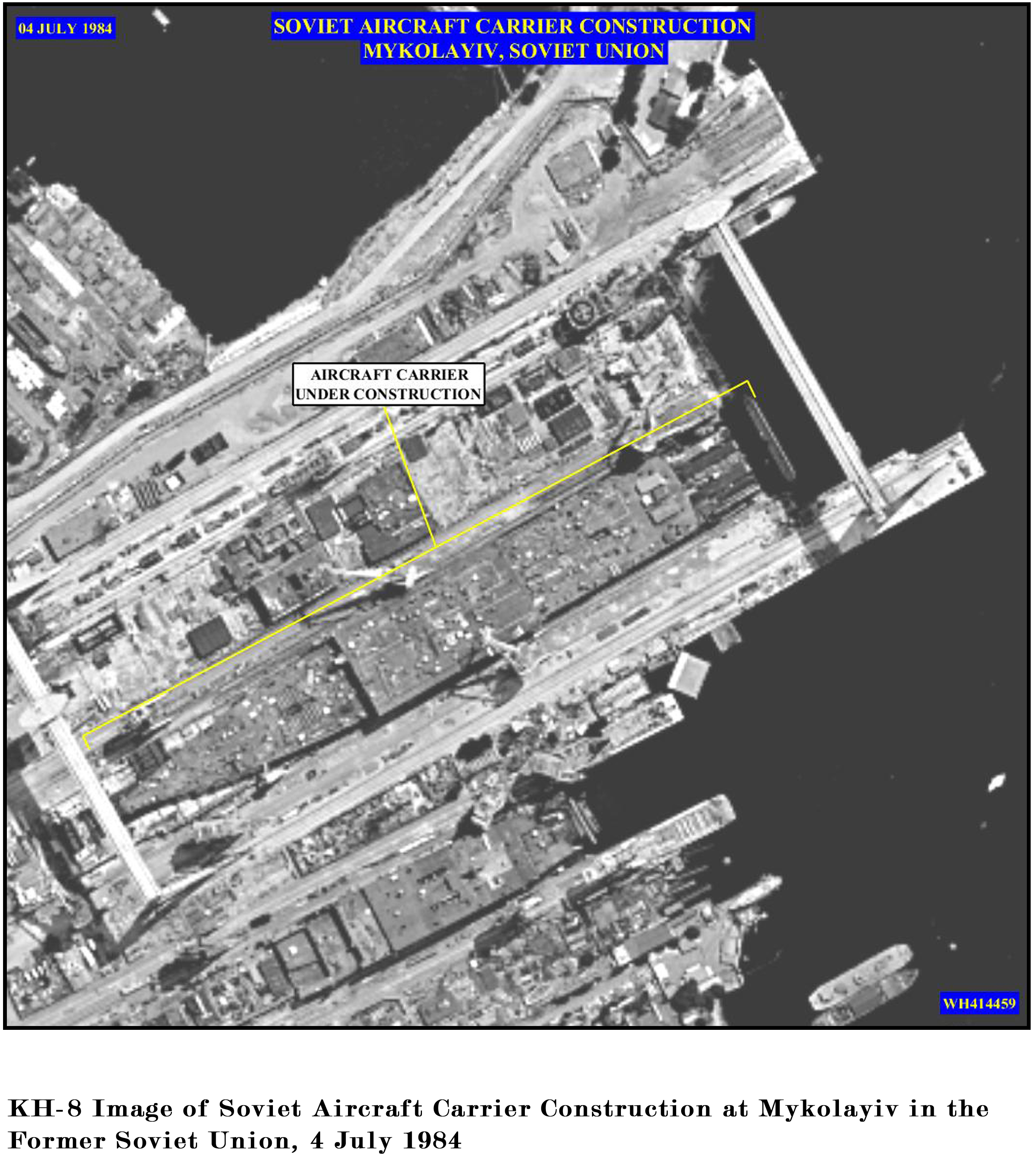
Знімок важкого авіаносного крейсера Адмірал Кузнецов на стапелі ЧСЗ. Знімок зроблений із супутника США KH-8 4 липня 1984 року

Утворений 1907 шляхом об'єднання двох корабелень, посталих у 1895—1897, в одне підприємство під назвою «Наваль». Після створення завод очолював інженер, організатор виробництва і промисловий магнат Йоаким Каннегісер.

### Часи СРСР
У листопаді 1922 року заводу було присвоєно ім'я Андре Марті та Луї Бадіни — французьких військових моряків, які були одними з організаторів заворушень на кораблях французької ескадри в 1919 р. під час перебування її в Чорному морі. Згодом Луї Бадіна відійшов від комуністичного руху, і в 1924 році його ім'я зникло з назви підприємства. До грудня 1957 року завод продовжував носити ім'я Андре Марті.
Упродовж 1956—1968 років завод носив ім'я Івана Носенка — радянського державного діяча, інженера-контр-адмірала, міністра суднобудівної промисловості СРСР, що тривалий час працював на заводі. Після втечі до США його сина Юрія, що був співробітником Другого головного управління КДБ СРСР, ім'я Носенка з назви заводу прибрали.

### Після відновлення Незалежності
У 2003 році за президентства Леоніда Кучми і прем'єрства Віктора Януковича Чорноморський суднобудівний завод був викреслений зі списку підприємств, які не підлягають приватизації. Того ж року підприємство було винесено Фондом держмайна, очолюваний членом партії Регіонів Михайлом Чечетовим, на приватизацію.
Переможцем конкурсу, в якому брало участь лише два підприємства, стало ВАТ «Миколаївська малотоннажна верф», яке на той час перебувало під контролем російських олігархів братів Олега та Ігоря Чуркіних, які, за повідомленнями низки українських ЗМІ, є племінниками відомого своїми антиукраїнськими висловлюваннями, російського представника в ООН під час російської агресії проти України Віталія Чуркіна. Контрольний пакет акцій холдингу (90,25 %) ГАХК «ЧСЗ» було продано росіянам за нереально низькою ціною — 129 195 520 грн. На підприємстві на той час працювало 5 500 осіб, заводська територія складала 300 гектарів землі в місті на березі Дніпровсько-Бузького лиману, містила 988 споруд, зокрема 198 виробничого призначення, 461 невиробничого, 92 складських приміщень. Чуркіни також отримали набережні та стапелі — всього 12, передавальні пристрої — 52, об'єкти об'єкти соціального, культурного та побутового призначення — 173. Для порівняння, у 2002 році українське підприємство «Нібулон» придбало в заводу земельну ділянку розміром 7 гектарів з об'єктом незавершеного будівництва за 79 млн грн. Під керівництвом росіян найбільше суднобудівне підприємство України поступово втратило практично весь свій виробничий потенціал. Чуркіни не виконали жодного інвестиційного зобов'язання. За 3 роки вони звільнили із заводу три тисячі робітників. Заборгованість по зарплаті працівникам на 1 січня 2007 року склала понад 2 мільйони гривень. Заборгованість Пенсійному фонду на 1 лютого 2007 року досягла майже 20 мільйонів гривень, фонду соціального страхування від нещасного випадку — понад 0,5 мільйона. Пізніше Віталій Чуркін заявив, що племінників у нього немає.
ЧСЗ знаходився в стадії банкрутства з 2014 року. Ініціатором банкрутства виступило ПрАТ «Балаклавське рудоуправління» (Севастополь, АР Крим), яке, як і ЧСЗ на той час, було підконтрольним іншому російському бізнесмену Вадиму Новинському. Провадження у справі про банкрутство було порушено Господарським судом Миколаївської області ще на початку лютого 2014 року.
У вересні 2017 року Генеральний прокурор України Юрій Луценко заявив про намір зрушити з місця процес повернення в державну власність Чорноморського суднобудівного заводу (ЧСЗ) і ПАТ "Миколаївський суднобудівний завод «Океан».
3 липня 2018 року, Господарський суд Миколаївської області визнав банкрутом ПАТ «Чорноморський суднобудівний завод».
У вересні 2019 року, за рішенням Господарського суду Миколаївської області майно ПАТ «Чорноморський суднобудівний завод» було виставлено на продаж. Майно реалізувалося двома лотами — нежитлові приміщення та плавзасоби. Окрім них, також було виставлено на продаж наявне обладнання в цих цехах і на цій території, разом із кранами, огорожею, системою освітлення тощо.
25 червня 2021 року, Господарський суд Миколаївської області оголосив ПАТ «Чорноморський суднобудівний завод», що розташований у м. Миколаєві за адресою: вул. Індустріальна, 1, банкрутом. Відповідне рішення суду (резолютивна частина) було зачитано в ході засідання суду, а також було затверджено звіт ліквідатора підприємства Ольги Протасової, яка в ході судового засідання заявила: «Мною були звільнені всі працівники підприємства. Завершена вся господарська і підприємницька діяльність ПАТ „ЧСЗ“, всі технологічні цикли діяльності підприємства-банкрута. Також була проведена повна інвентаризація активів банкрута. Після інвентаризації все майно було оцінено і реалізовано.». Також було повідомлено, що у ПАТ «Чорноморський суднобудівний завод» не залишилося майна, яке продали, а зароблені гроші (151 млн грн) — віддали шести кредиторам.

## Структура
Як і більшість підприємств колишнього СРСР, Чорноморський суднобудівний завод мав величезні розміри і включав до свого складу безліч структурних підрозділів. З метою зменшення виробничих витрат і зниження собівартості продукції, оптимізації системи управління виробництвом у 1998 році проведено реструктуризацію заводу. Реструктуризацію було проведено за принципом завершеності виробництва продукції. Було виділено 6 підприємств, на основі яких було створено Державну акціонерну холдингову компанію «Чорноморський суднобудівний завод», до якої увійшли:
- ВАТ «Суднобудівна верф «Меридіан»;
- ВАТ «Миколаївська малотоннажна верф»;
- ВАТ «Чорноморський машинобудівний завод»;
- ВАТ «Малярно-ізоляційне підприємство «Райдуга»;
- ВАТ «Чорноморський меблевий завод «Чорномормеблі»;
- ВАТ «Будівельно-монтажне управління «Чорноморсервіс».

## Продукція
Чорноморський суднобудівний завод випускав широкий спектр продукції, серед якої в основному як цивільні судна, так і військові кораблі. Будувалися пасажирські судна, великі морозильні траулери-рибозаводи, китобойні судна, танкери, а також прогулянкові човни. В якості вторинної продукції виготовлялися палубні суднові механізми, сільськогосподарська техніка, меблі, сувенірна продукція тощо.
Чорноморський суднобудівний завод також відомий тим, що на ньому було виготовлено абсолютно всі авіаносні крейсери Радянського союзу (проєкти 1143.4–7 «Кречет»).
За часів незалежної України завод виконував держзамовлення з будівництва новітніх військових кораблів для ВМС України, зокрема — корветів проекту 58250. У 2010 році, на воду було спущено універсальний транспортний корабель CF 38850.
Так званий перший стапель раніше був реконструйований і станом на 2012 рік на ньому було можливе виконання комплексу робіт, пов'язаних зі спорудженням великих кораблів і суден водотоннажністю до 105 тисяч тонн, встановленням на них великогабаритних механізмів. Другий — «нульовий» стапель — був готовий, більш аніж на 90 % і за необхідністю у найкоротші терміни також міг бути введений у дію.
Восени 2014 року, підприємство було переорієнтоване на виготовлення обладнання та комплектуючих для підприємств металургійної галузі, як умови виживання під час глибокої кризи в суднобудуванні, — повідомляв на той час генеральний директор ПАТ «ЧСЗ» Олександр Остапенко. Комплектуючі замовляли заводи групи «Метінвест», Марганецького та Орджонікідзького ГЗК, Corum Group.
У березні 2018 року, через розширення виробничої діяльності Миколаївського майданчика компанії «Smart Maritime Group» (Чорноморський суднобудівний завод), підприємство оголошувало набір на 150 вільних вакансій — збиральників та зварювальників судових, кранівників та фахівців з інших робочих спеціальностей.

### Продукція, виготовлена на Чорноморському суднобудівному заводі до 1941 року
| №                                    | Тип                                | Кількість, од. | Примітки                                                                                          |
| ------------------------------------ | ---------------------------------- | -------------- | ------------------------------------------------------------------------------------------------- |
| Виготовлені до 1917 року             |                                    |                |                                                                                                   |
| 1.                                   | Лінійний корабель                  | 1              |                                                                                                   |
| 2.                                   | Крейсер                            | 2              |                                                                                                   |
| 3.                                   | Міноносець                         | 24             |                                                                                                   |
| 4.                                   | Підводний човен                    | 3              |                                                                                                   |
| 5.                                   | Підводний мінний загороджувач      | 1              |                                                                                                   |
| 6.                                   | Землечерпальний снаряд             | 3              |                                                                                                   |
| 7.                                   | Інші судна                         | 72             |                                                                                                   |
| Разом                                | Разом                              | 106            |                                                                                                   |
| Виготовлені в період 1917—1941 років |                                    |                |                                                                                                   |
| 8.                                   | Крейсер                            | 6              |                                                                                                   |
| 9.                                   | Ескадрений міноносець              | 17             |                                                                                                   |
| 10.                                  | Лідер ексадрених міноносців        | 4              |                                                                                                   |
| 11.                                  | Сторожовий корабель                | 4              |                                                                                                   |
| 12.                                  | Плавуча база підводних човнів      | 1              |                                                                                                   |
| 13.                                  | Підводний човен середнього розміру | 21             |                                                                                                   |
| 14.                                  | Підводний човен малого розміру     | 43             |                                                                                                   |
| 15.                                  | Військовий траснпорт               | 4              |                                                                                                   |
| 16.                                  | Танкер                             | 11             | «Червоний Миколаїв», «Союз гірників СРСР», «Союз металістів СРСР», «Союз водників СРСР», «Донбас» |
| 17.                                  | Криголам                           | 2              |                                                                                                   |
| Разом                                | Разом                              | 113            |                                                                                                   |

### Кораблі, виготовлені на Чорноморському суднобудівному заводі
| №     | Тип                               | № проєкту | Кількість, од. | Примітки                                    |
| ----- | --------------------------------- | --------- | -------------- | ------------------------------------------- |
| 1.    | Підводний човен                   | серія 9   | 1              |                                             |
| 1.    | Підводний човен                   | 613       | 72             |                                             |
| 2.    | Легкий крейсер                    | 68 К      | 2              |                                             |
| 2.    | Легкий крейсер                    | 68-біс    | 3              |                                             |
| 2.    | Легкий крейсер                    | 68-біс    | 1              | «Адмірал Корнілов» (не добудований)         |
| 3.    | Важкий крейсер                    | 82        | 1              | «Сталінград» (не добудований)               |
| 4.    | Ремонтно-технічна плавбаза        | 310       | 7              |                                             |
| 4.    | Ремонтно-технічна плавбаза        | 323       | 2              |                                             |
| 4.    | Ремонтно-технічна плавбаза        | 323 А     | 1              |                                             |
| 4.    | Ремонтно-технічна плавбаза        | 323 Б     | 1              |                                             |
| 4.    | Ремонтно-технічна плавбаза        | 323 В     | 1              |                                             |
| 4.    | Ремонтно-технічна плавбаза        | 1798      | 1              |                                             |
| 4.    | Ремонтно-технічна плавбаза        | 1886      | 7              |                                             |
| 4.    | Ремонтно-технічна плавбаза        | 1886 Э    | 1              |                                             |
| 4.    | Ремонтно-технічна плавбаза        | 1886 У    | 2              |                                             |
| 4.    | Ремонтно-технічна плавбаза        | 2020      | 3              | ПТБ-5 (ПМ-63), ПТБ-6 (ПМ-74), ПТБ-7 (ПМ-12) |
| 4.    | Ремонтно-технічна плавбаза        | 2001      | 1              |                                             |
| 5.    | Морський ракетовоз                | 323 В     | 1              |                                             |
| 6     | Корабель особливого призначення   | 394 Б     | 4              |                                             |
| 6     | Корабель особливого призначення   | 994       | 2              |                                             |
| 7.    | Корабель спеціального призначення | 1288.4    | 1              |                                             |
| 8.    | Плавуча майстерня                 | 725       | 3              |                                             |
| 8.    | Плавуча майстерня                 | 725 А     | 2              |                                             |
| 9.    | Розвідувальний корабель           | 10221     | 1              |                                             |
| 10.   | Кабельне судно                    | МКУ-01    | 1              |                                             |
| 11.   | Протичовновий крейсер             | 1123      | 2              | «Москва», «Ленінград»                       |
| 12.   | Авіаносний крейсер                | 1143      | 1              | «Київ»                                      |
| 12.   | Авіаносний крейсер                | 1143.2    | 1              | «Мінськ»                                    |
| 12.   | Авіаносний крейсер                | 1143.3    | 1              | «Новоросійськ»                              |
| 12.   | Авіаносний крейсер                | 1143.4    | 1              | «Баку»                                      |
| 12.   | Авіаносний крейсер                | 1143.5    | 1              | «Тбілісі»                                   |
| 12.   | Авіаносний крейсер                | 1143.6    | 1              | «Варяг» (не добудований)                    |
| 12.   | Авіаносний крейсер                | 1143.7    | 1              | «Ульяновськ» (не добудований)               |
| 13.   | Корвет                            | 58250     | 1              | «Володимир Великий» (не добудований)        |
| Разом | Разом                             | Разом     | 131            |                                             |

### Судна, виготовлені на Чорноморському суднобудівному заводі
| №                 | Тип                                                          | № проєкту             | Кількість, од. | Примітки                                                                       |
| ----------------- | ------------------------------------------------------------ | --------------------- | -------------- | ------------------------------------------------------------------------------ |
| Судна             |                                                              |                       |                |                                                                                |
| 1.                | Нафтовий танкер                                              | 563                   | 13             |                                                                                |
| 2.                | Суховантажне судно                                           | 564                   | 6              |                                                                                |
| 2.                | Суховантажне судно                                           | 567                   | 5              |                                                                                |
| 2.                | Суховантажне судно                                           | 594                   | 2              |                                                                                |
| 2.                | Суховантажне судно                                           | 595                   | 8              |                                                                                |
| 2.                | Суховантажне судно                                           | 1568                  | 22             |                                                                                |
| 2.                | Суховантажне судно                                           | 1609                  | 4              | «Капітан Смірнов», «Капітан Мезенцев», «Інженер Єрмошкін», «Володимир Васляєв» |
| 3.                | Траулер                                                      | 394                   | 194            |                                                                                |
| 3.                | Траулер                                                      | 394 А                 | 75             |                                                                                |
| 3.                | Траулер                                                      | 394 АМ                | 83             |                                                                                |
| 3.                | Траулер                                                      | 1288                  | 108            |                                                                                |
| 3.                | Траулер                                                      | 1288.3                | 7              |                                                                                |
| 3.                | Траулер                                                      | 1288.3 М              | 3              |                                                                                |
| Спеціальні судна  |                                                              |                       |                |                                                                                |
| 4.                | Науково-дослідне судно                                       | 224                   | 2              | «Академік Сергій Корольов»                                                     |
| 5.                | Науково-пошукове судно                                       | 399                   | 1              | «Академік Кніпович»                                                            |
| 6.                | Китобійна база                                               | 392                   | 2              | «Радянська Україна», «Радянська Росія»                                         |
| 7.                | Плавучий вимірювальний комплекс                              | 1908                  | 1              |                                                                                |
| 8.                | Плавстенд                                                    | 18530                 | 1              |                                                                                |
| 9.                | Танкер-продуктовоз                                           | 17012                 | 3              |                                                                                |
| Допоміжні судна   |                                                              |                       |                |                                                                                |
| 10.               | Буксир                                                       | 1454                  | 1              |                                                                                |
| Несамохідні судна |                                                              |                       |                |                                                                                |
| 11.               | Понтон                                                       | в/п 400 т.            | 4              |                                                                                |
| 11.               | Понтон                                                       | в/п 200 т.            | 31             |                                                                                |
| 11.               | Понтон                                                       | в/п 80 т.             | 10             |                                                                                |
| 12.               | Баржа                                                        | в/п 700 т.            | 1              |                                                                                |
| 12.               | Баржа                                                        | в/п 500 т.            | 5              |                                                                                |
| 12.               | Баржа                                                        | в/п 250 т.            | 26             |                                                                                |
| 12.               | Баржа                                                        | в/п 200 т.            | 2              |                                                                                |
| 13.               | Технологічні плавзасоби і інженерно-технічні плавучі споруди | в/п від 100до 1600 т. | 16             |                                                                                |
| 14.               | Батопорт стапеля «0»                                         | в/п 380 т.            | 1              |                                                                                |
| 15.               | Понтон-проставка для авіаносців                              |                       | 4              |                                                                                |
| Доки              |                                                              |                       |                |                                                                                |
| 16.               | Плавучий док                                                 | 28                    | 12             |                                                                                |
| Разом             | Разом                                                        | Разом                 | 653            |                                                                                |

## Керівництво
- 1895—1896 — Гарріс Е. Г.
- 1896—1897 — Роланд Л. Г.
- 1898—1899 — Беклемишев Микола Миколайович
- 1900—1909 — Каннегісер Йоаким Самуїлович
- 1909—1912 — Дмитрієв Микола Іванович
- 1912—1918 — Юреньов Борис Олександрович
- 1919—1919 — Плосконний І. І.
- 1920—1920 — Матвеєв
- 1921—1925 — Степанов Сергій Олександрович
- 1925—1927 — Щербина М. В.
- 1927—1930 — Велігура Д. М.
- 1930—1931 — Кухта М. Ф.
- 1932—1933 — Старущенко Д. М.
- 1933—1934 — Кужелло Ернест Францович
- 1934—1937 — Степанов Сергій Олександрович
- 1938—1939 — Гейзер О.
- 1939—1941 — Самарін Олександр Васильович
- 1941—1944 — Селезньов Володимир Львович
- 1944—1944 — Клопотов Борис Євгенович
- 1944—1949 — Самарін Олександр Васильович
- 1949—1952 — Івочкін Володимир Федорович
- 1952—1954 — Орєшкін Віктор Михайлович
- 1954—1956 — Прибильський Іван Степанович
- 1956—1959 — Сгибнєв Захар Григорович
- 1959—1979 — Ганькевич Анатолій Борисович
- 1979—1993 — Макаров Юрій Іванович
- 1994—1996 — Овдієнко Ігор Миколайович
- 1996—2002 — Тихоненко Ігор Павлович
- 2002—2004 — Полтавцев В'ячеслав Миколайович
- 2004—2007 — Сагайдаков Олександр Михайлович
- 2007—2009 — Горн Ілля Григорович
- 2009—2010 — Мордовенко Дмитро Миколайович
- 2010—2014 — Калашников Валерій Миколайович
- 2014—2021 — Остапенко Олександр Вікторович

## Галерея

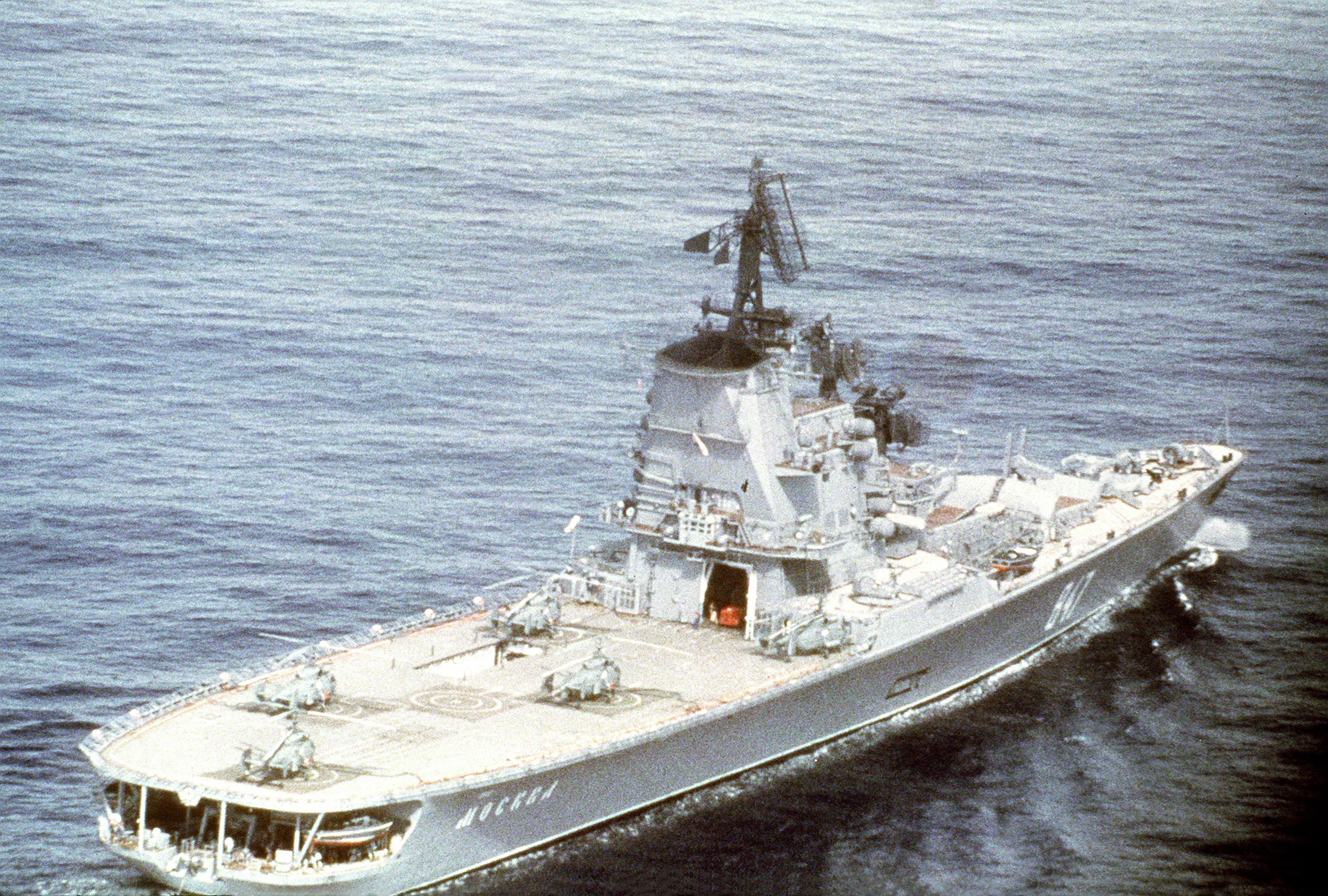
ПКР «Москва» (СРСР) у 1982 році
ПКР «Ленінград» (СРСР) у 1990 році
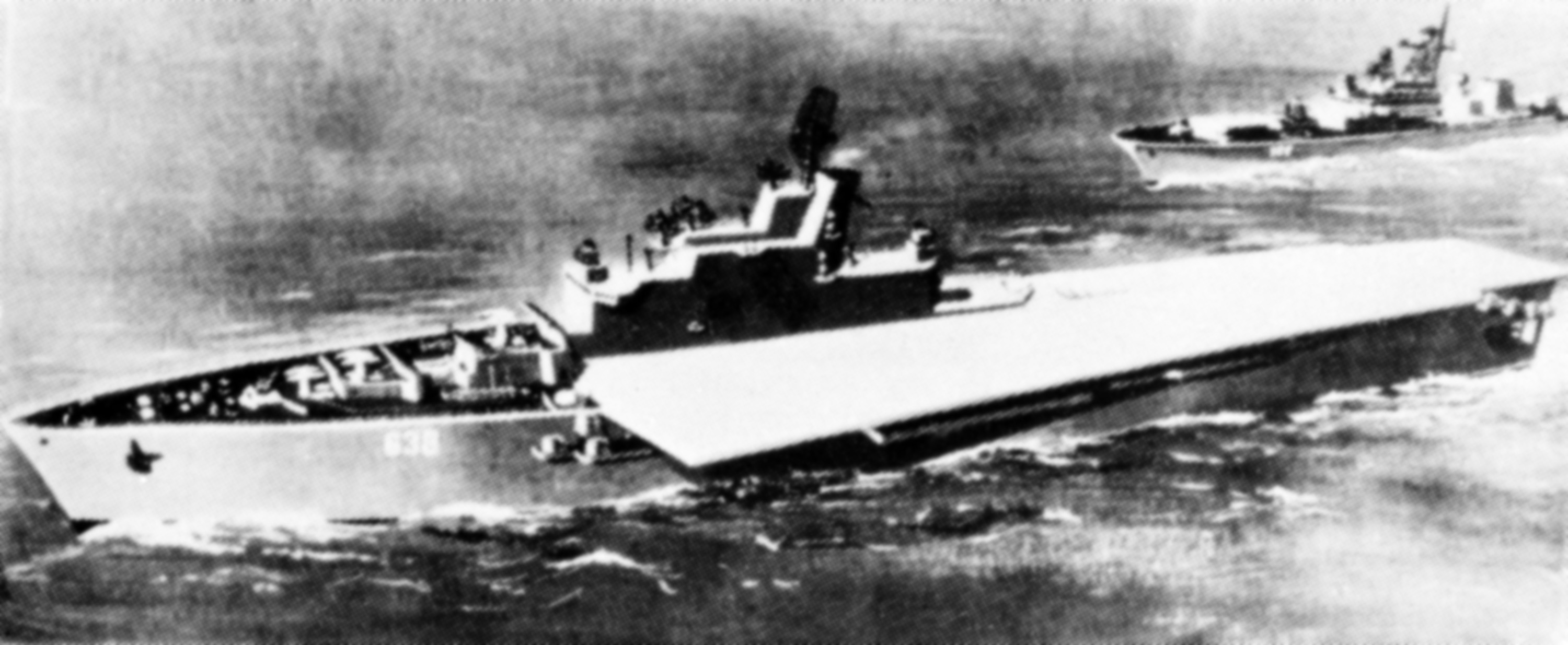
ПКР «Київ» (СРСР) в уявленні художника
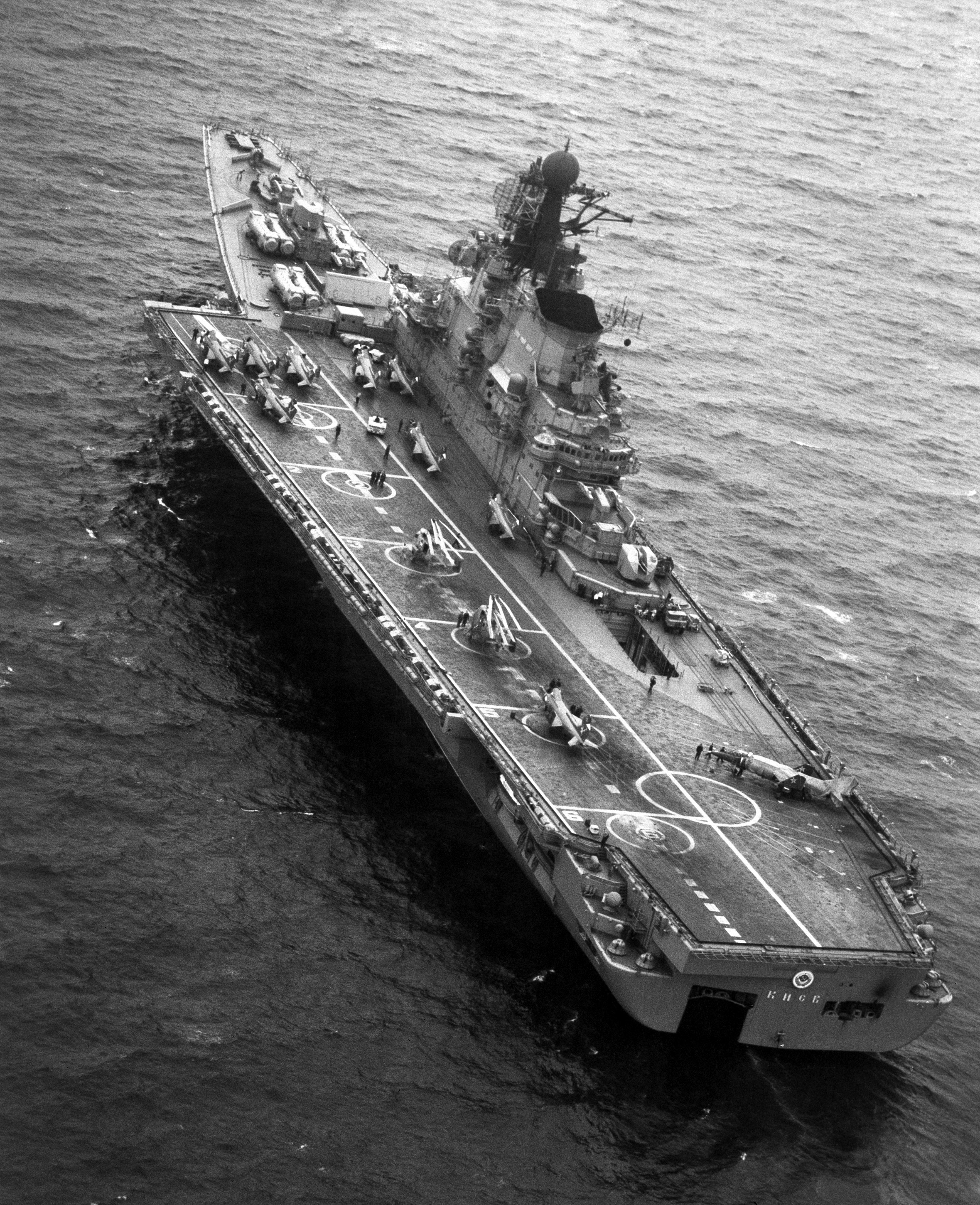
ТАКР «Київ» (СРСР) у 1985 році
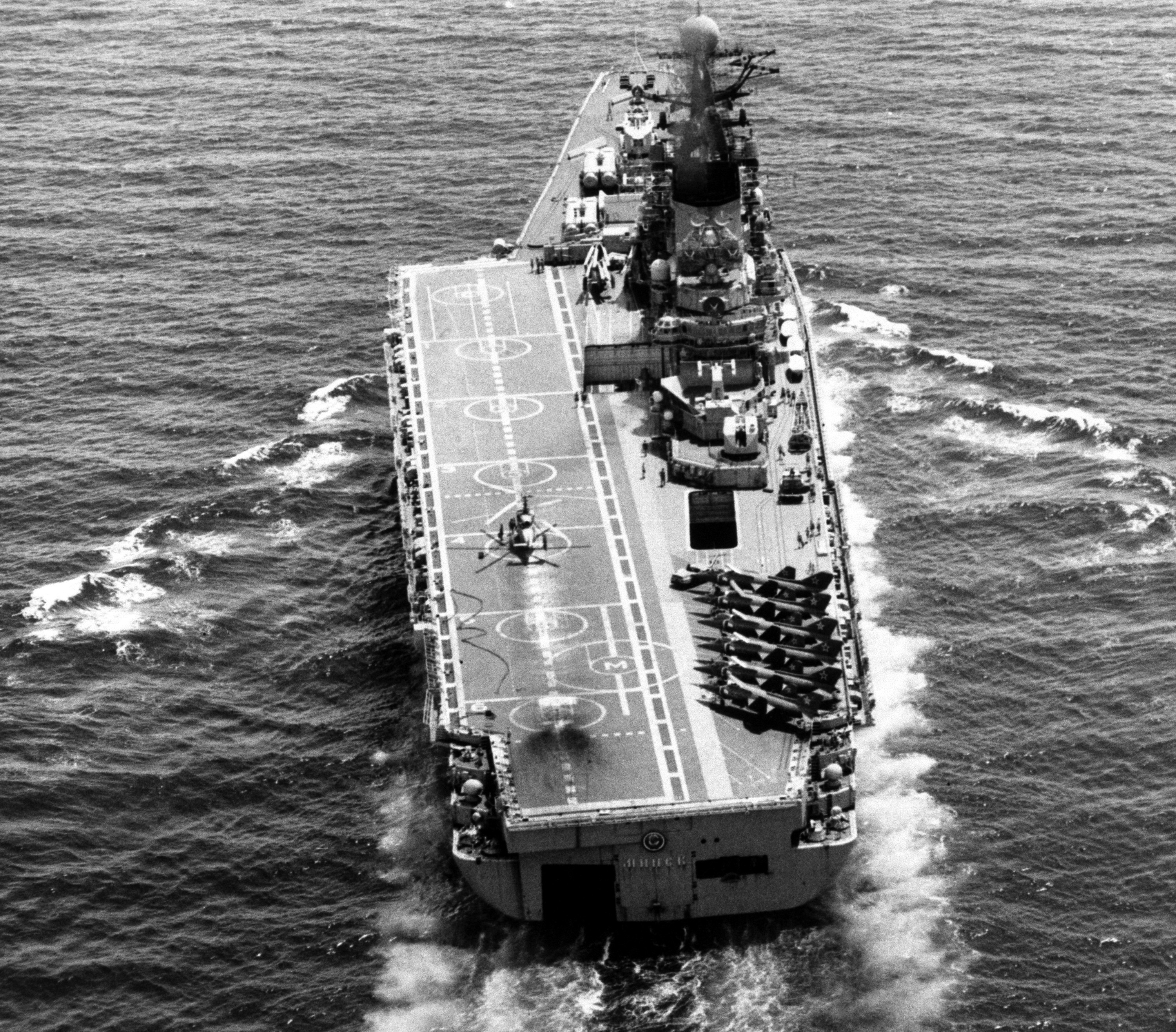
ТАКР «Мінськ» (СРСР) у 1985 році
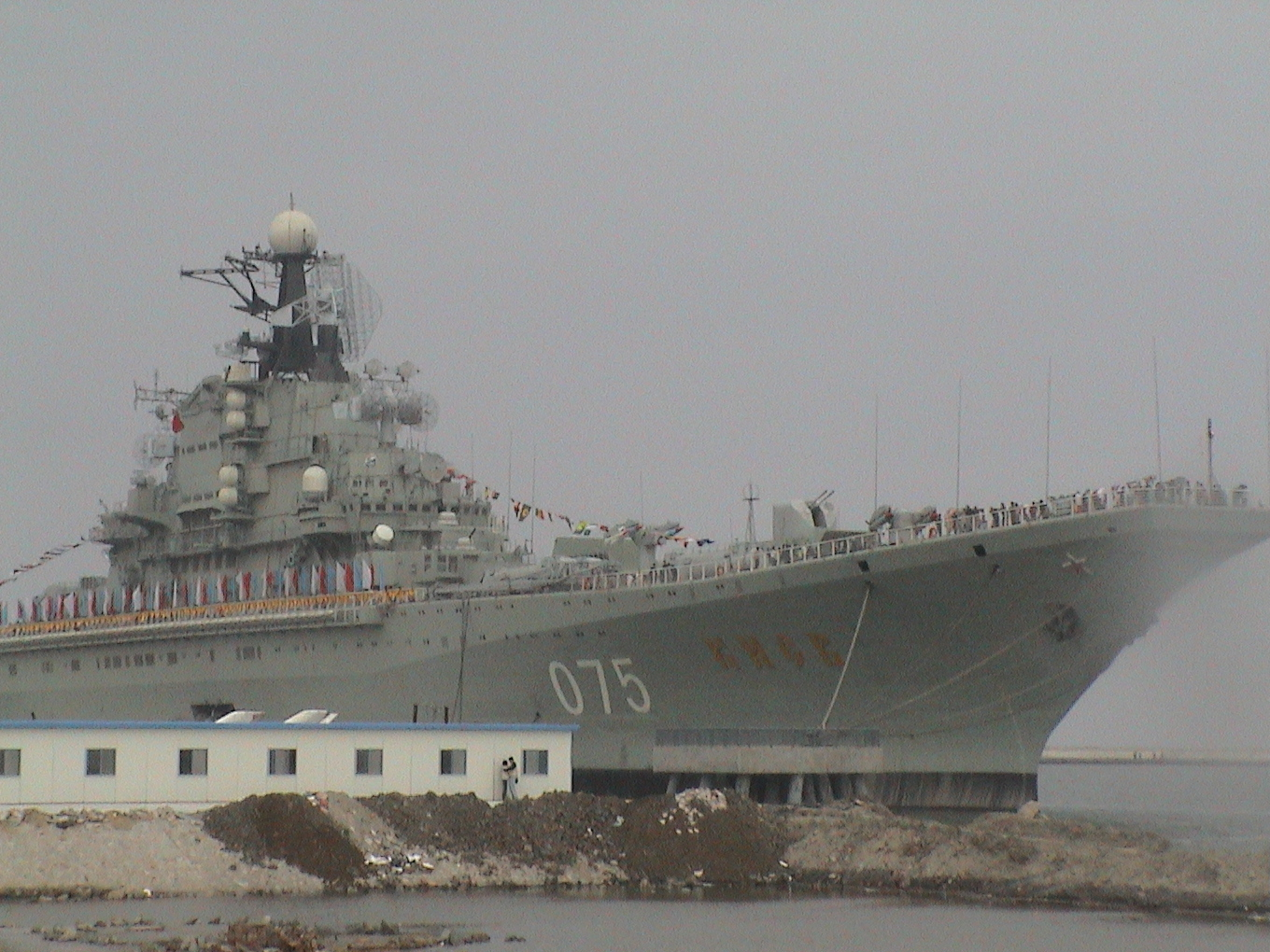
Колишній ТАКР «Київ» (Китай) в місті Тяньцзінь у 2004 році
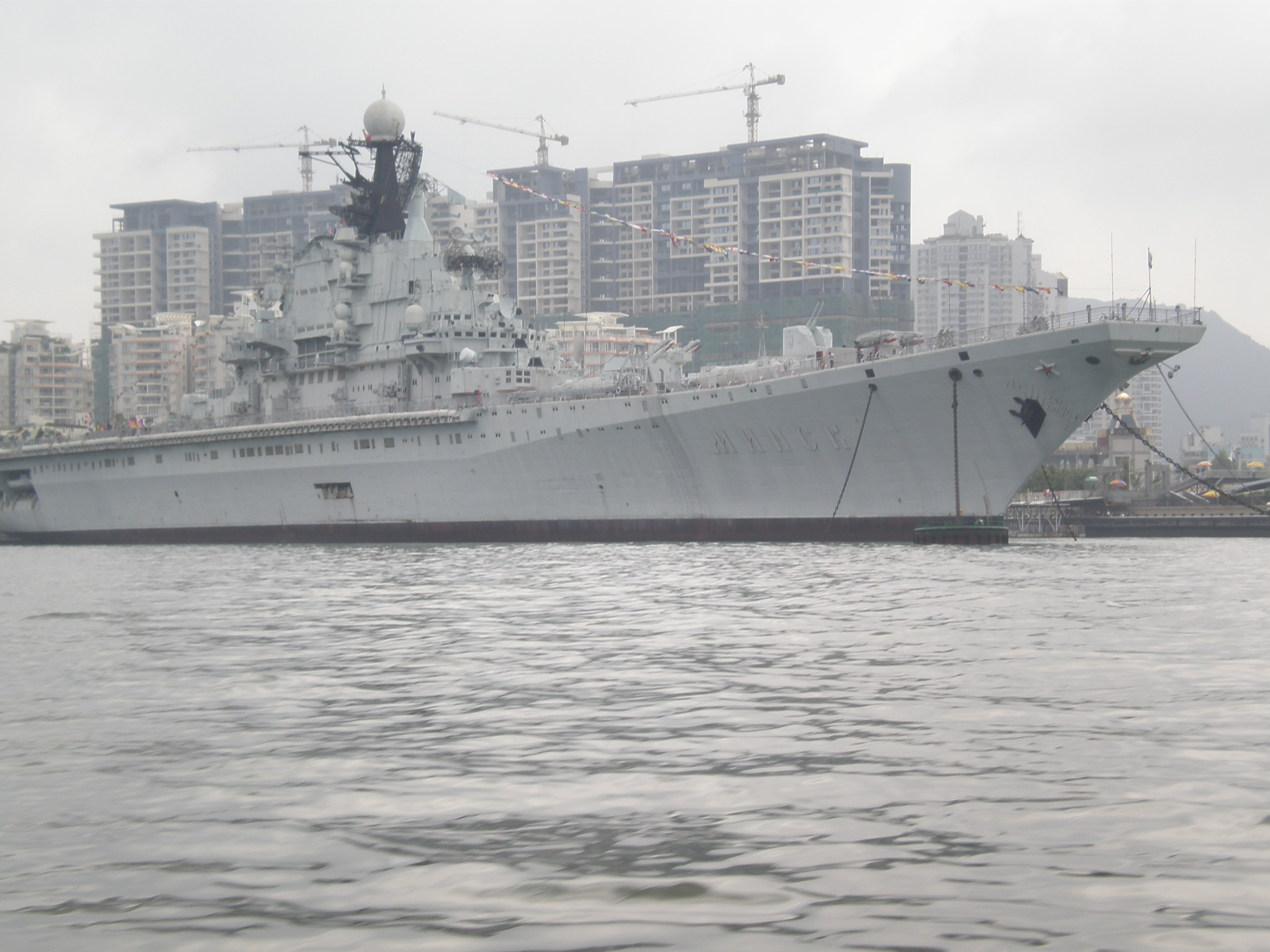
Колишній ТАКР «Мінськ» (Китай) в місті Шеньчжень у 2008 році
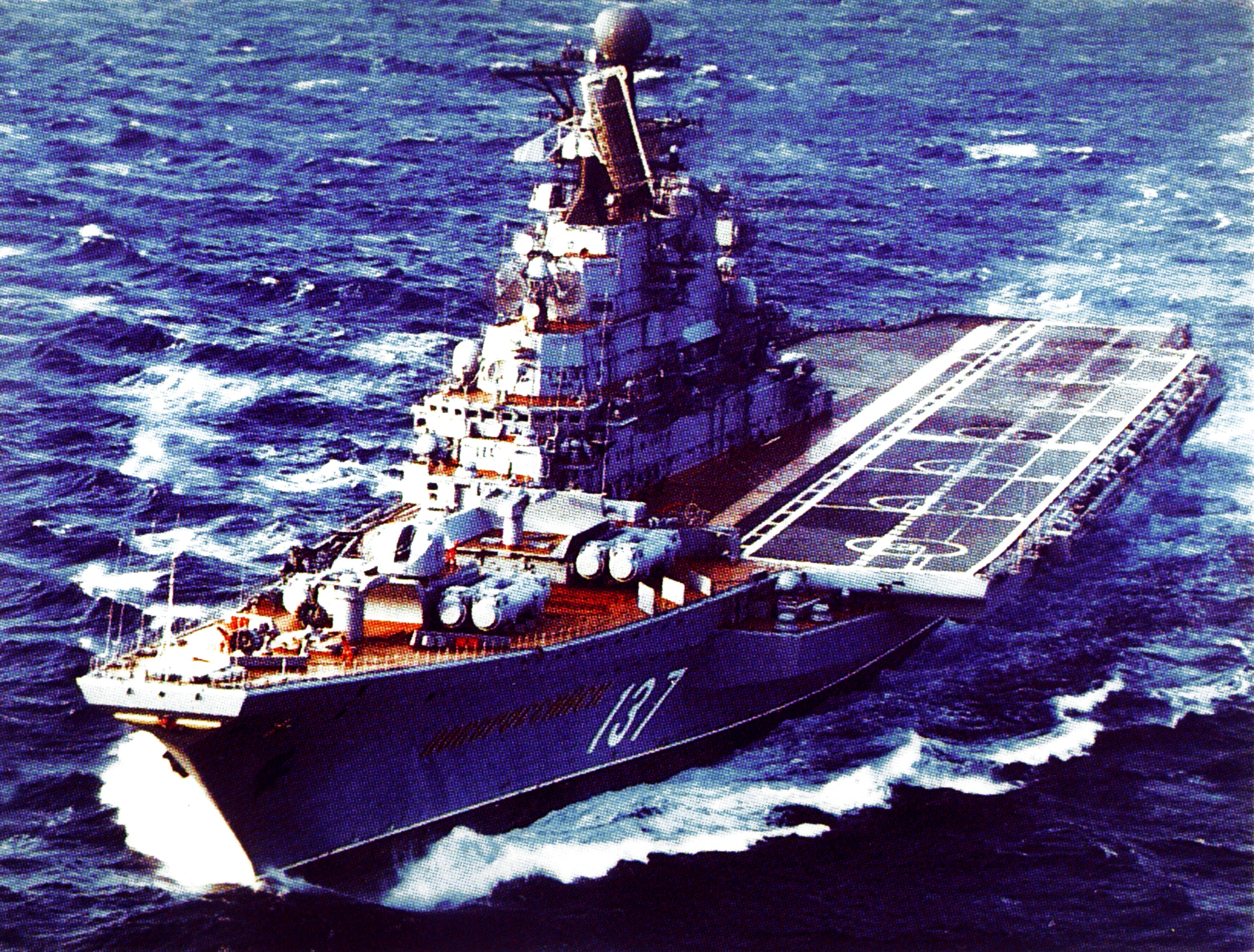
ТАКР «Новоросійськ» (СРСР) у 1986 році
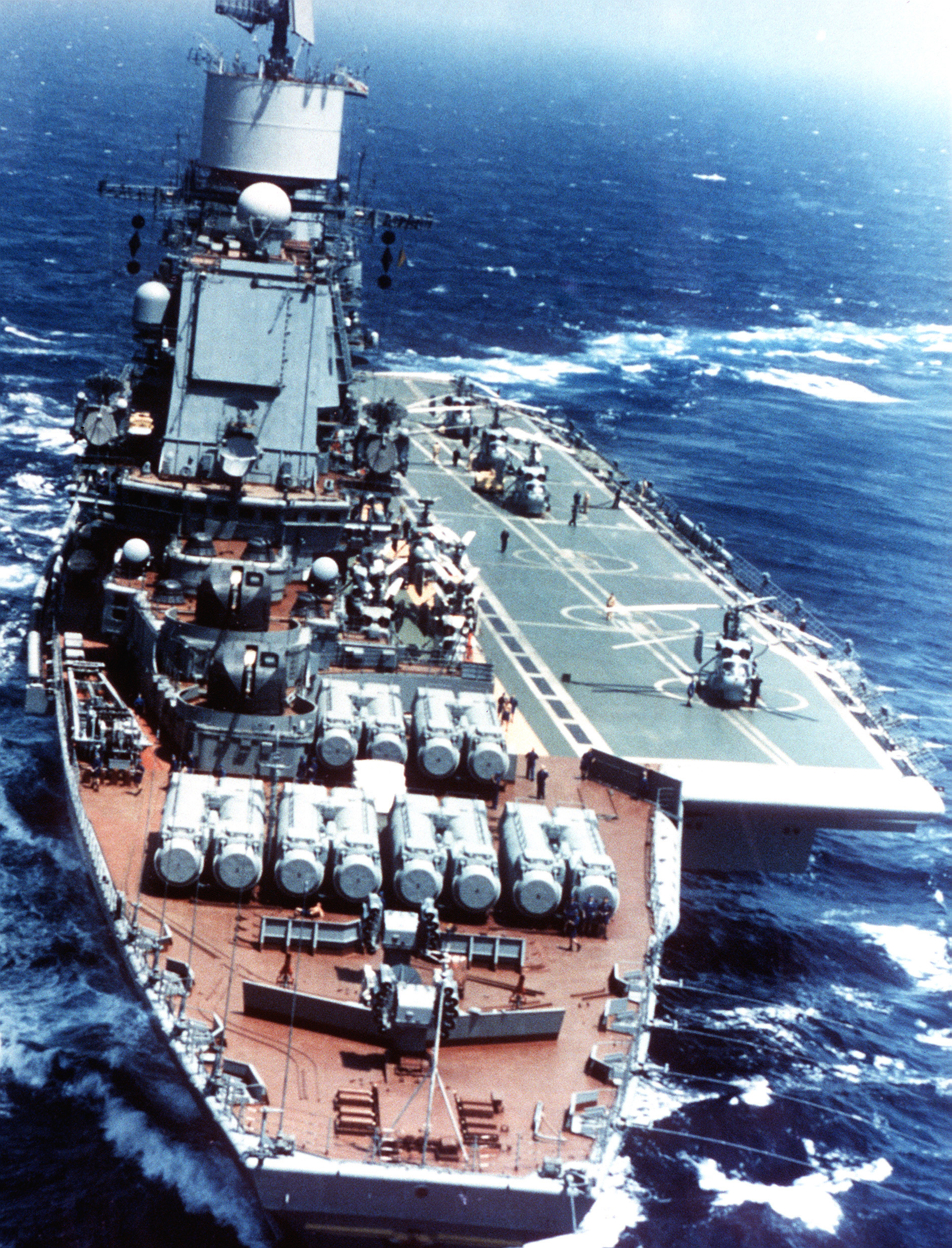
ТАКР «Баку» (СРСР) у 1988 році
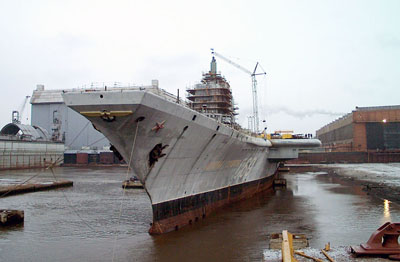
ТАКР «Адмірал Горшков» (Росія) у 2007 році
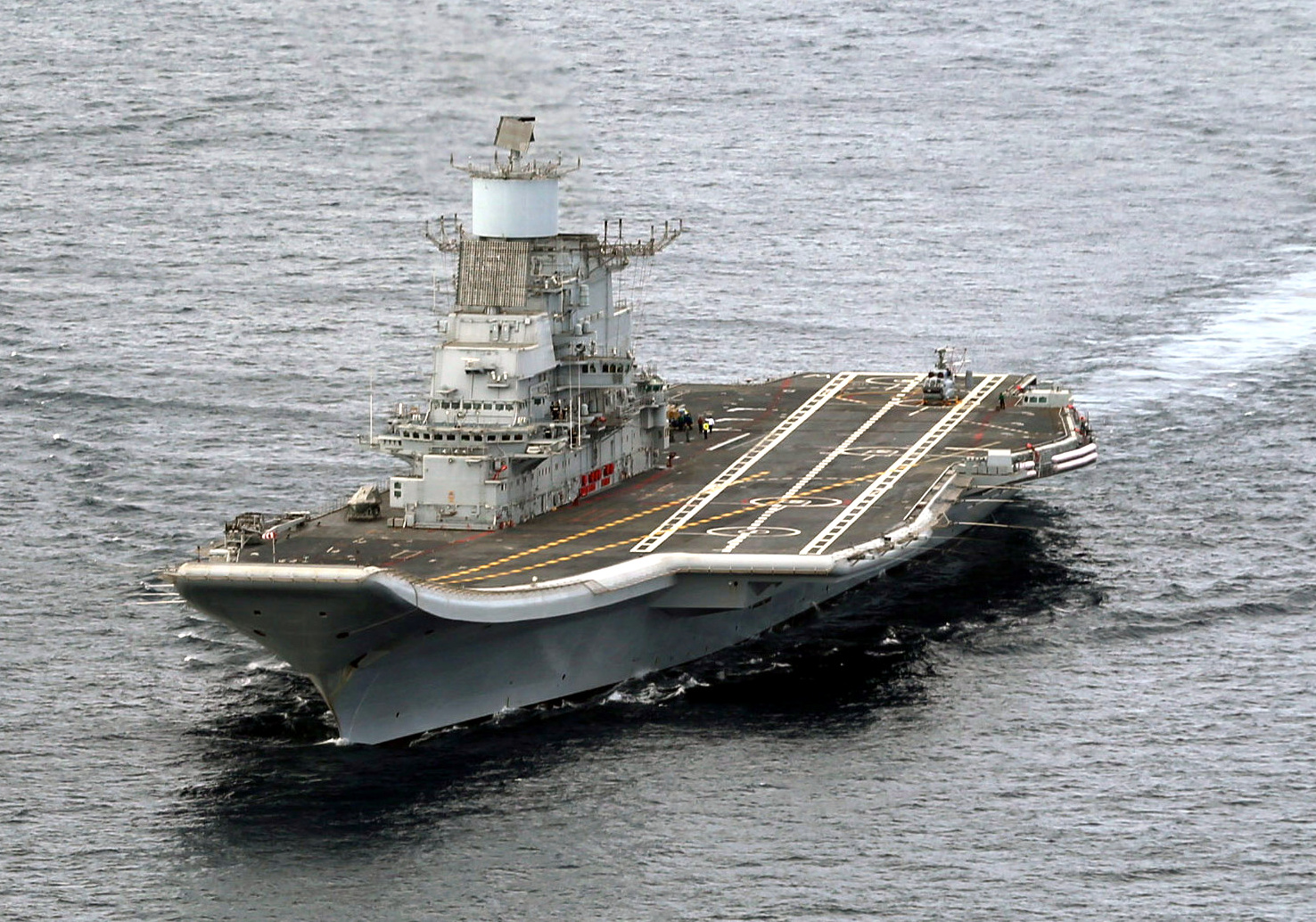
Авіаносець «Вікрамадітья» (Індія) у 2014 році
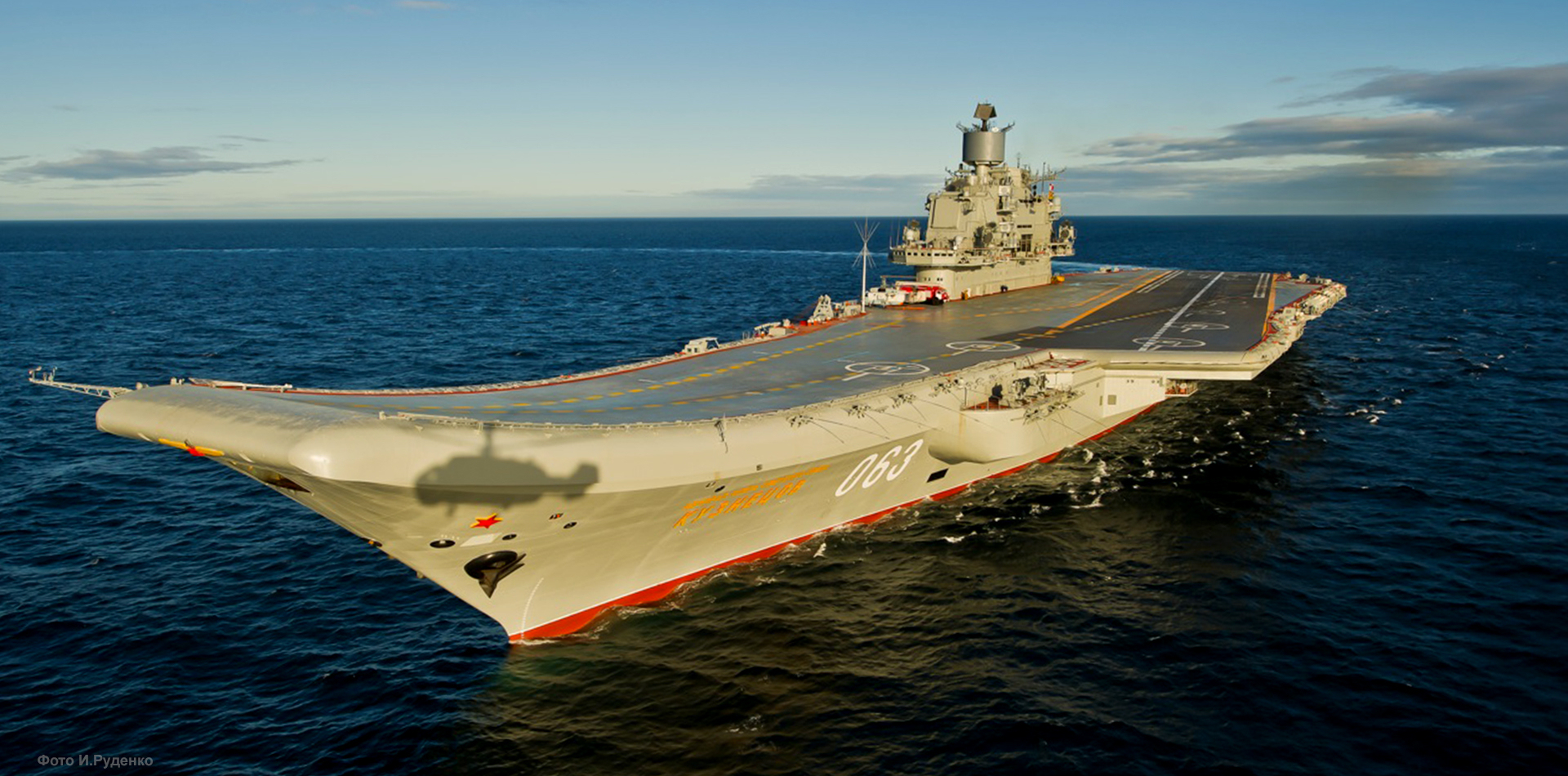
ТАКР «Адмірал Кузнєцов» (Росія) у 2012 році
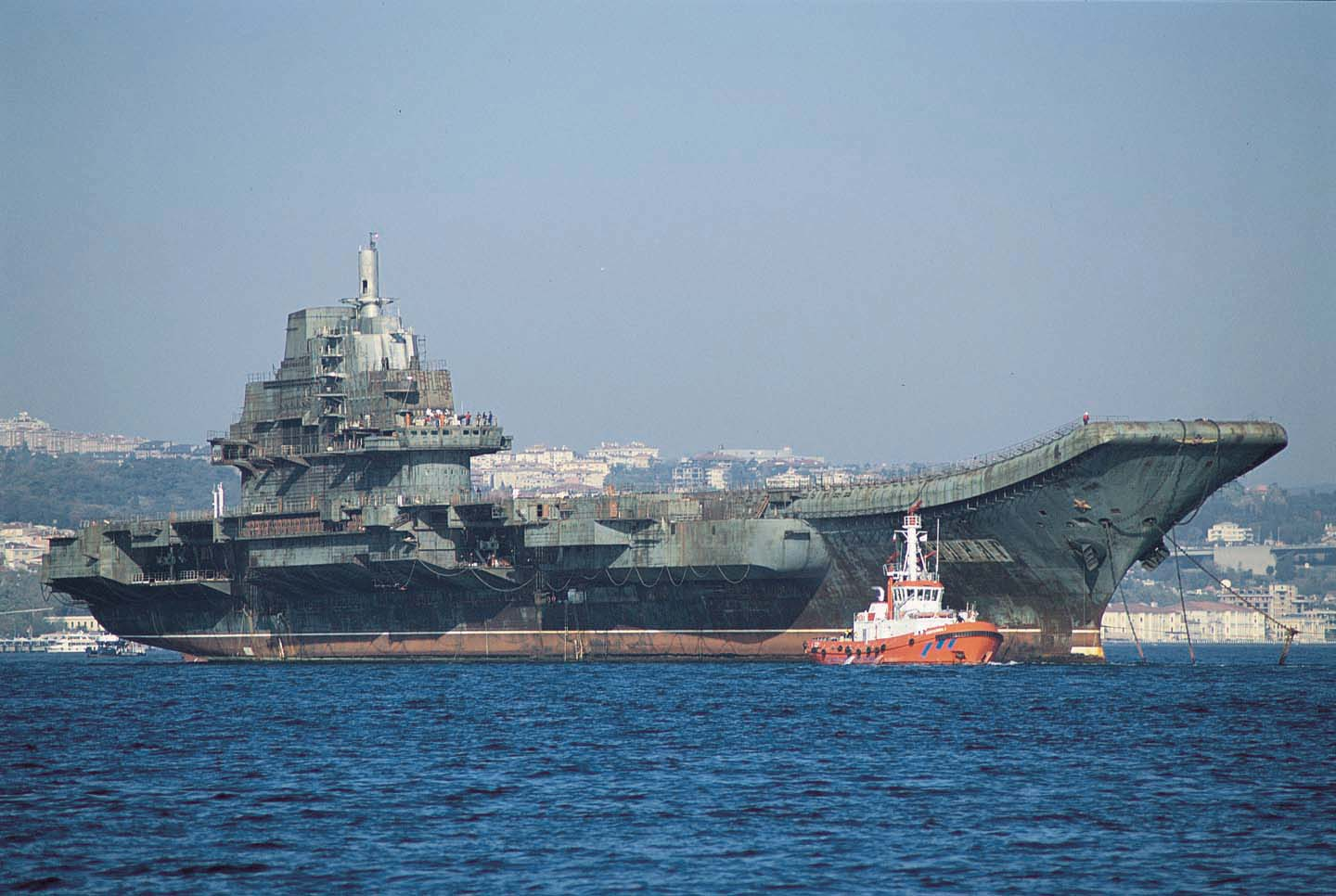
ТАКР «Варяг» (Україна) у 2001 році
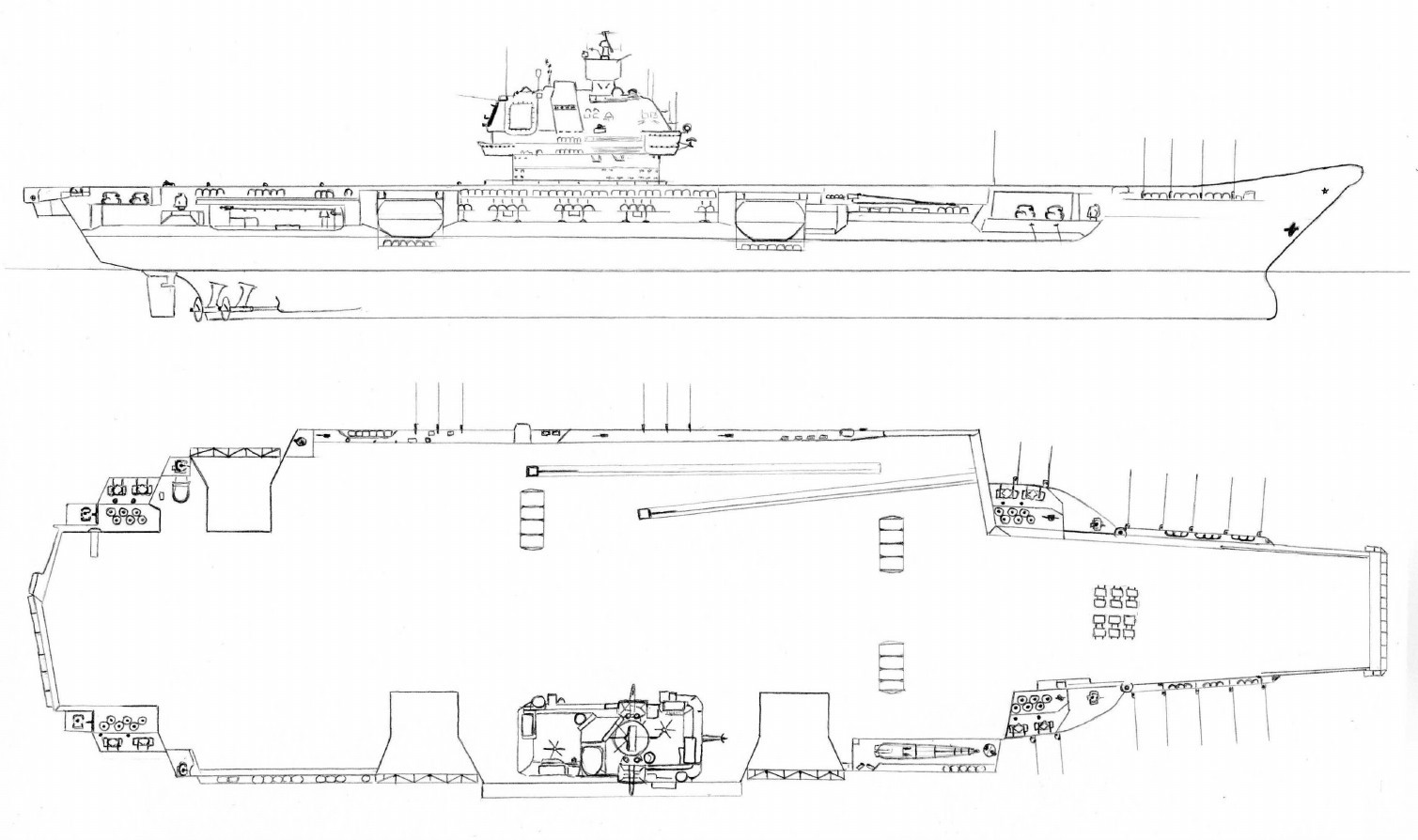
Схема АТАКР «Ульянівськ» (СРСР)
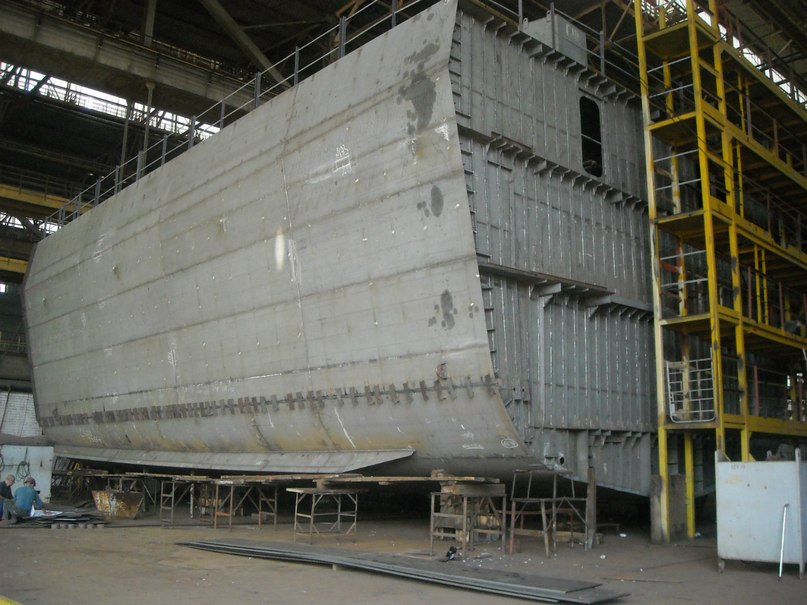
Секція корвету «Володимир Великий» (Україна) у 2012 році